# Werner Best
Karl Rudolf Werner Best (Darmstadt, 10 de julio de 1903-Mülheim an der Ruhr, 23 de junio de 1989) fue un dirigente de las Schutzstaffel (SS) con el rango de Obergruppenführer, ayudante personal de Reinhard Heydrich, jefe de personal de la Oficina Central de Seguridad del Reich (Oficina AMT I), consultor jurídico de la Gestapo y administrador civil para la Dinamarca ocupada durante la Segunda Guerra Mundial. También fue el responsable ejecutivo de la creación de los escuadrones de exterminio que operaron en Polonia y en el Frente oriental.

## Biografía
Werner Best nació en Darmstadt en 1903; su familia estaba establecida en Maguncia, donde creció y se educó. además se unió al Partido Popular Nacional de Maguncia. Estudió Derecho en la Universidad de Fráncfort del Meno y se licenció en 1925, realizó un doctorado en la Universidad de Heidelberg, graduándose en 1925.  Ejerció como juez en la República del Weimar, hasta que fue despedido en 1930 por el incidente Boxheim, una tentativa del golpe de Estado nazi de la cual Best era creador intelectual.
En 1930 se afilió al Partido Nacionalsocialista Obrero Alemán en Hessen y en 1931 formó filas en las SS ocupando un cargo como jefe de policía en Hessen.

### Colaborador de Reinhard Heydrich
En 1933, Best conoció a Reinhard Heydrich y se transformó en su ayudante personal por orden de Himmler. Best apoyó a Heydrich sobre procedimientos legales, manejo de información de inteligencia policial y ejerció una gran influencia intelectual sobre Heydrich, compitiendo soterradamente por el poder.
Tanto Heydrich como Heinrich Himmler apreciaron el talento de Best como un apoyo jurista en legitimar y dar un concepto legal a las acciones terroristas de las SS ejercidas sobre la sociedad alemana. Así, pronto ocupó el rango de Brigadeführer SS, haciéndose cargo del Departamento I de la organización de la Gestapo. Best y sus acciones de apoyo legal confirieron a las SS un poder que sobrepasaba a la institucionalidad legal alemana, lo que les permitió ejercer detenciones arbitrarias, encarcelamientos sin orden de tribunales y confinamientos de elementos considerados hostiles o marginados de la sociedad según las leyes de Núremberg. Durante la llamada «noche de los cuchillos largos», Best supervisó por orden de Heydrich una serie de arrestos en Múnich.
Ante la inminente invasión de Polonia, mientras Heydrich vacacionaba en Fehmarn, Best seleccionó a los jefes de los Einsatzkommandos de entre las filas de las SS y el Servicio de Seguridad (Sicherheitsdienst, SD).
El 15 de agosto de 1939, siguiendo instrucciones verbales de Hitler a Himmler, Heydrich y Best reunieron a los líderes de los Einsatzgruppen en Berlín e impartieron instrucciones acerca de la misión de exterminio y el grado de dureza brutal que se ejercería neutralizando disidentes, comunidades judías, saboteadores y la intelectualidad polaca bajo el pretexto de agresión contra la etnia germana en territorio polaco. Las acciones afectarían a miles de polacos y a sus dirigentes. Todas las acciones descritas se cumplieron a rajatabla, y la comunidad judía y la clase intelectual en Polonia prácticamente fue aniquilada o enviada a los campos de concentración.
A inicios de 1940, se comenzó a producir un quiebre en la relación entre Best y Heydrich, con quien competía intelectualmente por el poder en la Oficina Central de Seguridad del Reich (RSHA). Best fue relegado en sus funciones operativas por Walter Schellenberg, quien propuso la idea de que las jefaturas debían ser oficiales SS con formación policial, proactivos y leales; Best en cambio, proponía que las jefaturas políticas debían ser ocupadas por gente calificada, en especial por abogados. Heydrich apoyó la propuesta de Schellenberg, y Best no dudó en divulgar a la prensa los conflictos internos, lo que produjo graves tensiones con Heydrich. Como resultado del quiebre, Best fue reasignado a ocupar un cargo entre 1940 y 1942 de jefe administrativo policial bajo las órdenes de Otto von Stülpnagel en la Francia ocupada, donde destacó como organizador racial de los territorios ocupados.

### Gestión en Dinamarca
A raíz de la llamada crisis del telegrama en septiembre de 1942, Best fue enviado a Copenhague por órdenes de Himmler con el rango de Reichsbevollmächtigter o plenipotenciario del Reich —en realidad, de la RSHA—, sustituyendo a Cecil von Renthe-Fink y para dar apoyo al general Hermann von Hanneken, con la misión de establecer un gobierno más proclive a los intereses nazis.